# Vibeke Tandberg
Vibeke Tandberg (26. prosince 1967, Oslo) je norská umělkyně a fotografka. Absolvovala Katedru fotografie na SHKD v Bergenu, stejně jako Vysokou školu technologie pro fotografii a film v Göteborgu ve Švédsku.

## Životopis
Tandberg je nejznámější díky sérii manipulovaných fotografií, kde hraje významnou roli a je považována za jednu nejvýznamnějších žijících umělkyň v Norsku. Její práce Living Together (Žít Spolu, 1996) byla zvolena jako jedna z dvanácti nejdůležitějších uměleckých děl podle týdeníku Morgenbladet. V roce 2012 debutovala jako spisovatelka s románem Beijing duck (Pekingská kachna).
Teprve v devadesátých letech 20. století vznikla první instituce pro vyšší fotografické vzdělání – Národní umělecká akademie v Bergenu (KHiB). Umělci, kteří zásadně formují dnešní norskou fotografickou scénu jako Mikkel McAlinden, Vibeke Tandberg nebo Torbjørn Rødland zde absolvovali v polovině 90. let. Zájem o fotografii prudce vzrostl. V devadesátých letech norské fotografii dominovala digitálně manipulovaná fotografie v čele s fotografy jako Vibeke Tandberg, Mikkel McAlinden nebo Ole John Aandal.
Její otec je inženýr Erik Tandberg.